# Kalich (nádoba)

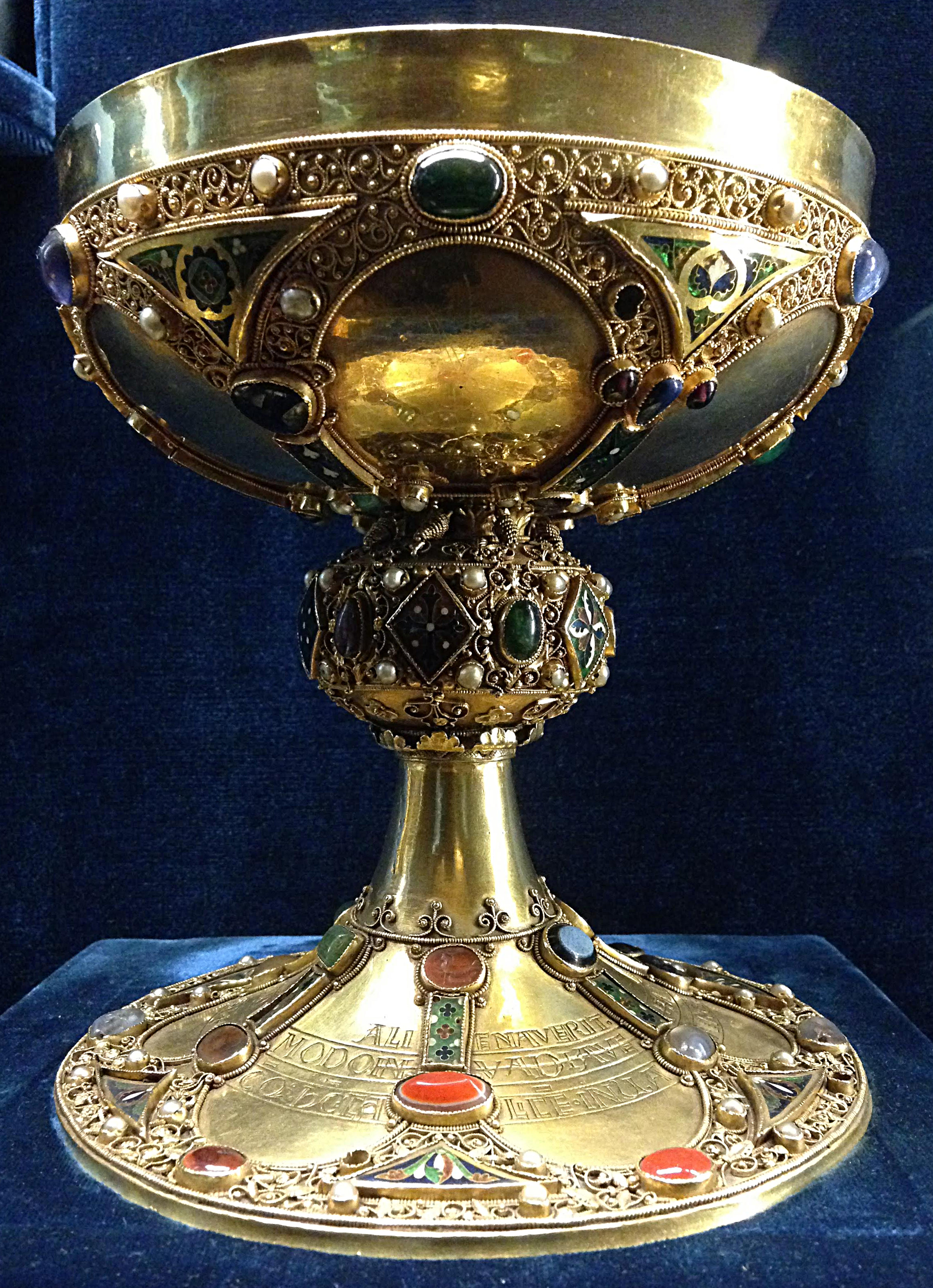
Románský kalich ke korunovační mši francouzských králů, Remeš, 12. století

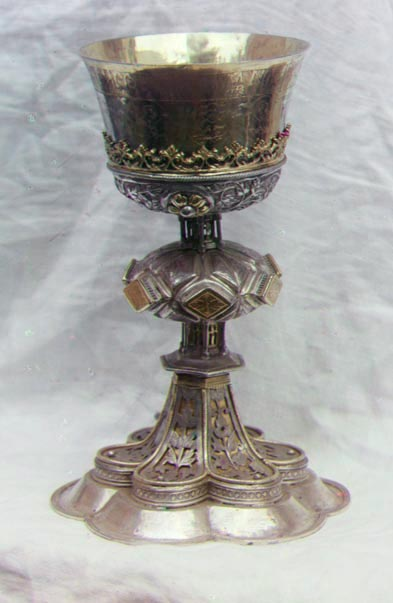
Pravoslavný kalich, Ipatěvský monastýr v Kostromě, střední Rusko

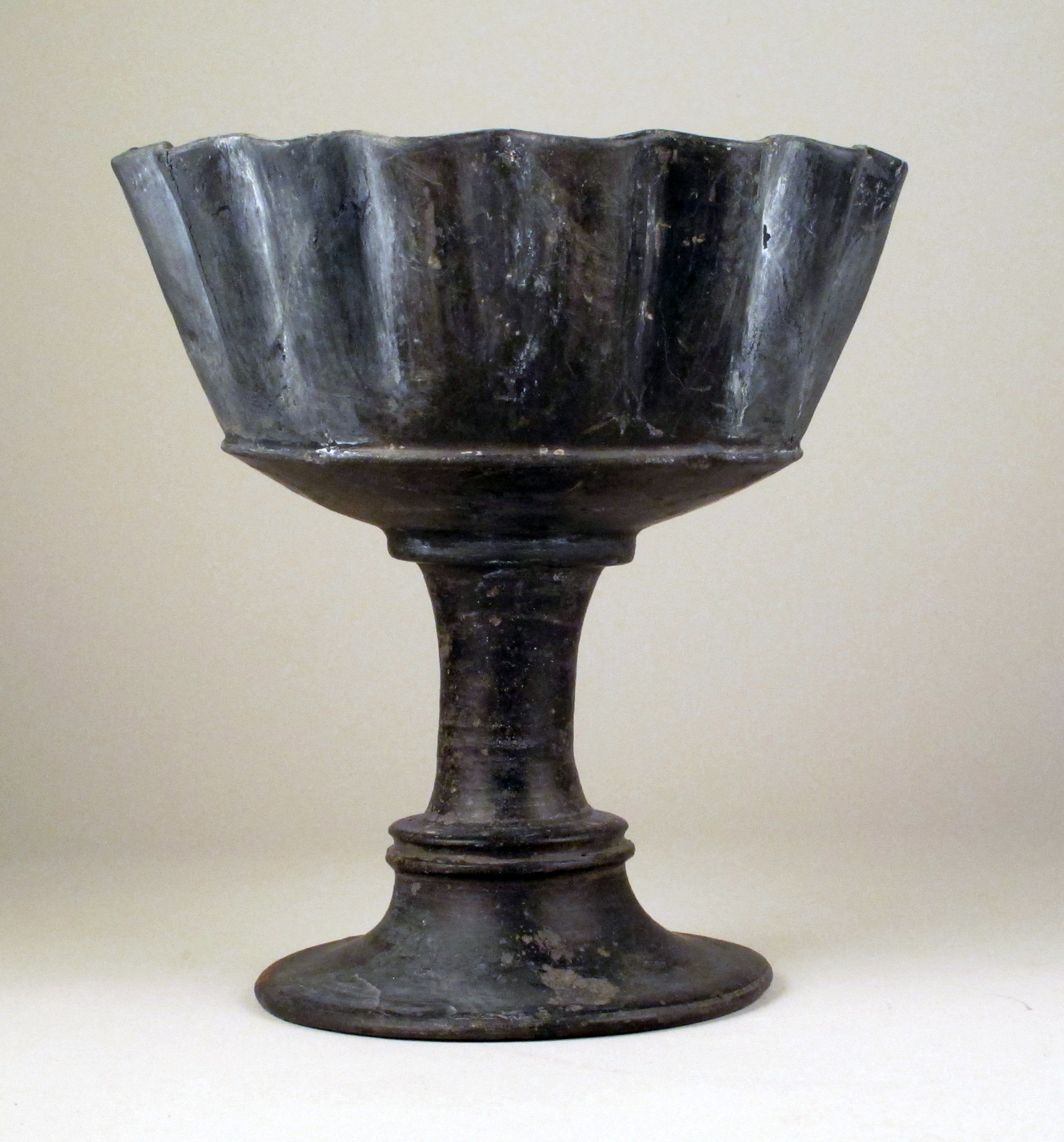
Etruský pohár bucchero

Kalich (latinsky calix) má dva archetypy, jednak krátér – dvouuchou antickou nádobu různé velikosti, určenou k míšení vína s vodou, a také k jeho pití, a dále vinný pohár (latinsky scyphus) na členité noze.
V křesťanství to je ustálený pojem pro litugickou nádobu, to znamená pro předmět užívaný při bohoslužbě. Kalich naplněný vínem podle evangelií Ježíš Kristus podal svým učedníkům při Poslední večeři se slovy budoucí modlitby „Vezměte a pijte z něho všichni…“.
Kalich slouží jen pro mešní víno, které je k bohoslužbě konsekrované a smíšené s vodou. Smíšení vína s vodou ze dvou mešních konviček provádí kněz při bohoslužbě u oltáře. 
Kalich se stal symbolem husitů a dalších skupin náboženské reformace, protože symbolizoval přijímání podobojí všech věřících – tedy nejen chleba, ale i vína. Odtud také pochází alternativní pojmenování husitů kališníci nebo stoupenci kalicha.
Kalich se užívá společně s paténou.

## Typy a tvary
Kalich se skládá ze tří částí, smontovaných svislým šroubem s matkou: noha (latinsky pés) je tvořena patkou (kruhovou, šestihrannou, laločnatou, či ozdobně vykrajovanou), z ní vyrůstá kónický, válcový nebo šestiboký dřík, na němž je kulovitý či zploštělý ořech (latinsky nodus), někdy je dřík nahoře a dole sevřený dvěma prstenci. Ořech může být zdoben prořezávaným ornamentem, kruhovými nebo routovými výstupky, krytými drahokamy nebo smaltovanými či reliéfem zdobenými medailonky. Výjimečně může být na dříku nasazen nodus soustružený z křišťálu. Na dřík nasedá kupa (číše, latinsky cuppa) polokulovitého, kónického či kalichovitého tvaru. Kupa bývá v době pozdní gotiky až baroka často vložena do ozdobně probíjeného či tepaného koše.
Paténa je mělký kruhový talířek s mezikružím, často značeným křížem, dno bývá kruhové nebo laločnaté. Paténa patřičná ke kalichu má mít kruhovou prohlubeň tak velkou, aby přesně zapadla do obvodu kalicha jako poklička. Ve středověku se ještě ke kalichu užívala dvojice rourek nebo lžic na víno.
Typy kalicha:
- dvouuchý, latinsky calix ansatus (antický, raně středověký), sváteční, vyobrazený například při Melchisedechově oběti na mozaice ze 6. století v San Vitale v Ravenně. Dochoval se také v pokladu St. Denis v Paříži.
- pontifikální, honosně zdobený, vysoký 25–28 cm, je určen pro slavnostní (pontifikální) bohoslužbu společně s pontifikálním oděvem kněze.
- všednodenní, menší cca 20–24 cm vysoký
- utrakvistický (reformační) – určený k přijímání podobojí, nemusí být z drahého kovu a může mít objem až 2 litry, mívá také víčko
- pravoslavný – často velký až do objemu 1 litru, může mít tvar květu (dole zúžený)

## Materiály
Kalich určený k liturgii se dotýká svaté substance (vína, tj. Krve Kristovy), náleží ke skupině svatých nádob (latinsky vasa sacra), a proto má být podle církevních předpisů zhotoven z drahocenných materiálů, zlatý nebo stříbrný a pozlacený, nebo řezaný z drahokamu. Pokud je v chudém kostele zhotoven z obecného kovu, měl by být alespoň pozlacený či postříbřený. nejhonosnější kalichy bývaly řezané a broušené z onyxu (například z dómu sv. Marka v Benátkách), ale také například z horského křišťálu. Dříve výjimečně, v posledních desetiletích stále častějise  kalich zhotovuje běžných rozbitných materiálů, jako je sklo nebo keramika. Od konce 20. století se předpisy lokálně přestávají dodržovat, například u augustiniánů na Starém Brně užívají kalich keramický.

## Výzdoba
Eucharistické kalichy byly často velmi bohatě zdobeny tepanými či rytými medailony s ornamenty a s výjevy ze života Kristova (kalich pašijový), ze života Mariina (kalich mariánský), či s postavami svatých. V českých zemích jsou častým námětem postavy českých patronů (například kalich Svatováclavský nebo s výjevy ze života sv. Jana Nepomuckého). Dále se zdobily a zdobí niellem, emailem či vykládají drahokamy.

## Posvátné relikvie

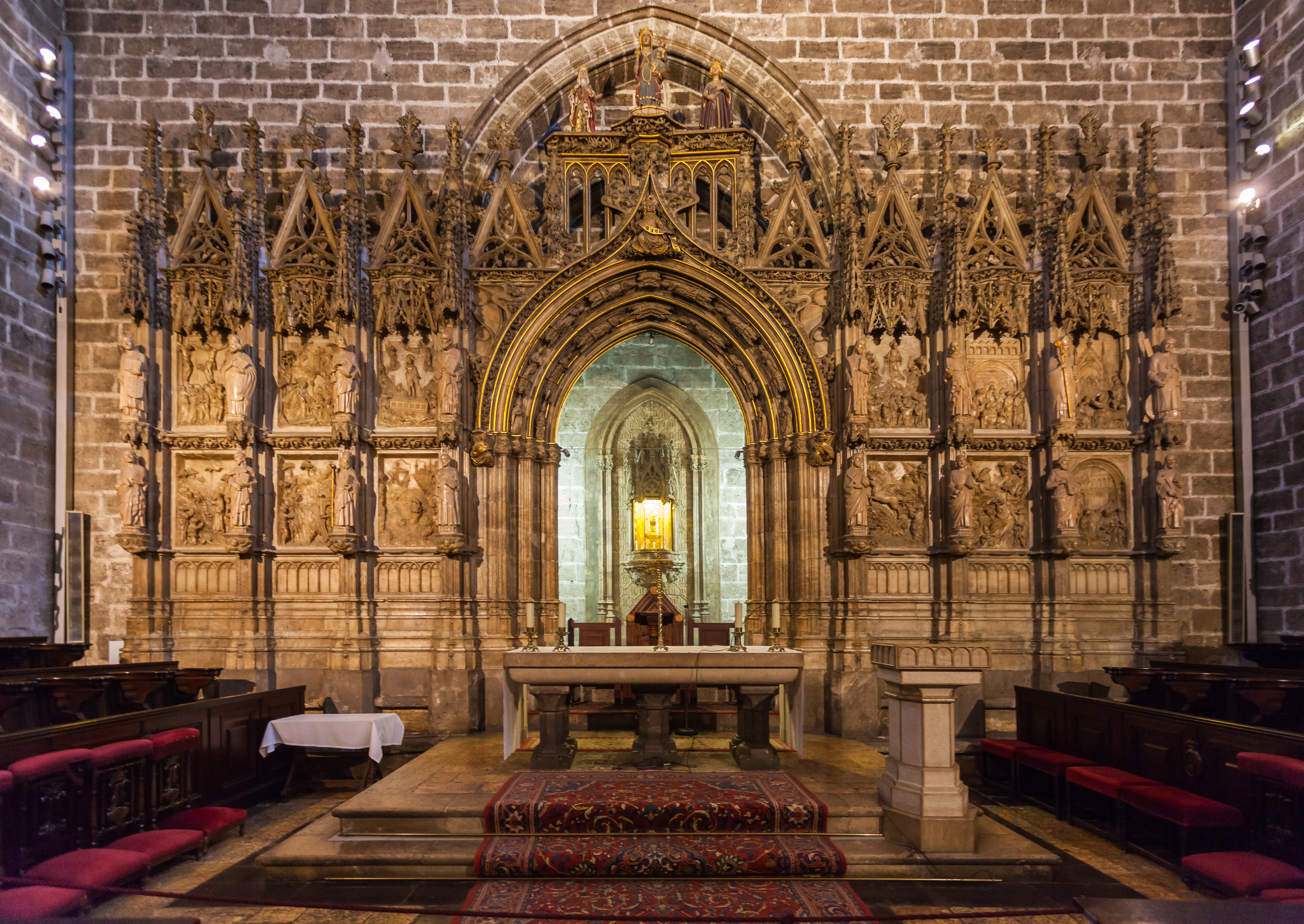
Gotická kaple sv. Kalicha ve valencijské katedrále

- Svatý kalich (španělsky Sánto caliz), uchovávaný jako aragonská relikvie, je v katedrále ve Valencii. S duchovní podporou tohoto románského kalichu, uschovaného ve 12. století v klášteře San Juan de la Peña v Pyrenejích a v letech 1437–1439 přeneseného do pokladu katedrály ve Valencii, údajně zvítězili aragonští králové nad Maury. tento kalich má kupu vybroušenou z tmavě červeného achátu ve zlaté montáži se zlatou nohou, snad palestinskou nebo egyptskou práci, datovanou do 1. století př. n. l..[1]

- Druhý svatý kalich v téže době pomáhal rovněž v reconquistě, ale králům Léonu a Kastilie. Je  to onyxový kalich princezny Urracy,  uchovávaný v chrámu Sv. Isidora v Leónu.[2]

- Třetí svatý kalich s označením Sacro catino je rovněž relikvie uctívaná v Itálii od středověku. Je to mělká šestiboká mísa z egyptského zeleně zbarveného skla o průměru 50 cm, kterou roku 1101 získal janovský vojevůdce Guglielmo Embriaco v Caesarei ve Svaté zemi. Jee vystaven v pokladnici v kapli katedrály v Janově. Podle jedné verze legendy mísa patřila původně královně ze Sáby, která ji darovala králi Šalamounovi.

- Méně úspěšné bylo prohlašování dalších nádob za svatý kalich, nejčastěji dvou byzantských kalichů, dovezených křižáky z Konstantinopole a chované v pokladu dómu svatého Marka v Benátkách. Je to jeden velký dvouuchý a druhý menší kalich, oba antického původu zasazené do stříbrné zlacené montáže s emaily pro byzantského císaře Romana II. z let 959-963.[3]

Onyxový kalich (číše) ve zlaté montáži s erbem císaře Karla IV. ze Svatovítského pokladu patří rovněž do téže skupiny. 
Hliněná či vosková pečeť svatého kalichu byla v raném středověku pro ochranu vkládána do základů novostavby kostela, například katedrály v Trevíru nebo kostela Svatých apoštolů v Kolíně nad Rýnem.

## Vyřazené památky
V 19. a na počátku 20. století byl v duchu romantických tradic s kalichem ztotožňován tzv. Nanteos cup, poškozený koflík z jilmového dřeva, nalezený na statku ve velšské vesnici Rhydyfelin. Jde o domácí velšský výrobek z období 11.-14. století. Je uchováván ve Velšské národní knihovně v nedalekém městě Aberystwyth. 
Další domněle raně středověký kalich irské provenience z Ardaghu se ukázal být novodobým padělkem, pochází z Metropolitního muzea umění v New Yorku. Z téže sbírky pochází stříbrná nádoba, nalezená roku 1910 v severní Sýrii nedaleko Antiochie, která není vůbec kalichem, nýbrž byzantskou olejovou lampou z počátku 6. století.

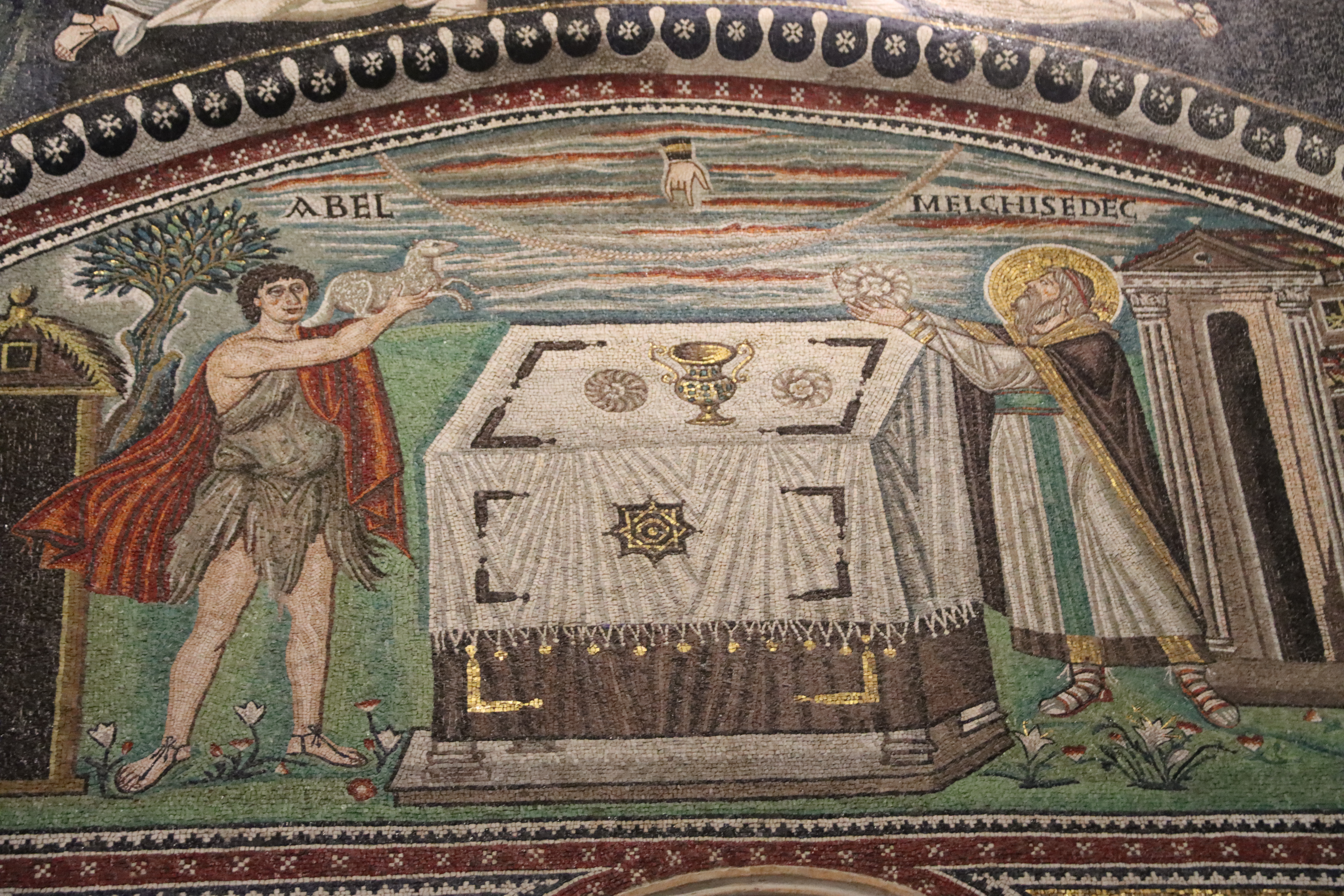
Dvouuchý kalich Melchisedechův, Ravenna
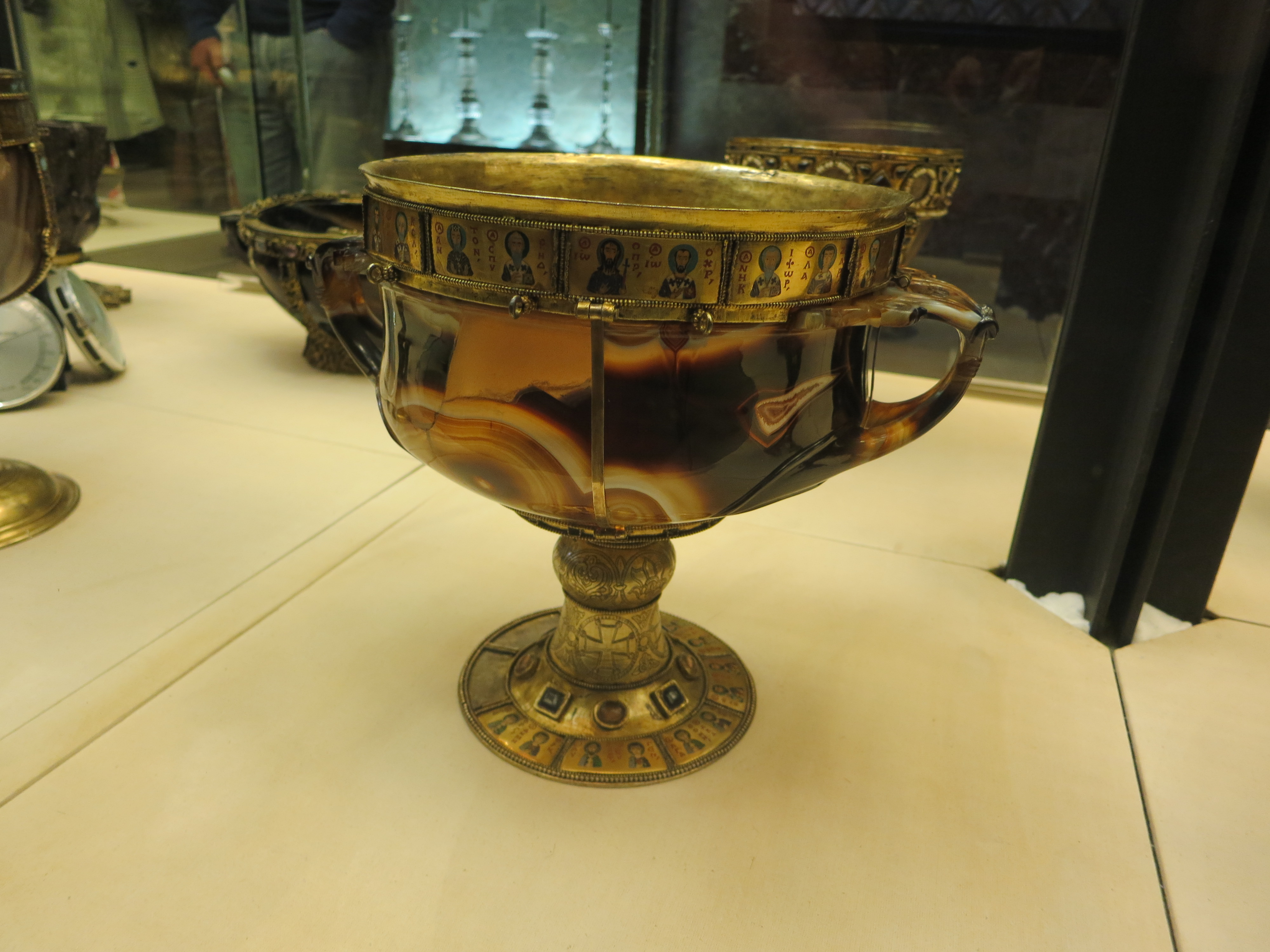
Byzantský kalich z baziliky San Marco
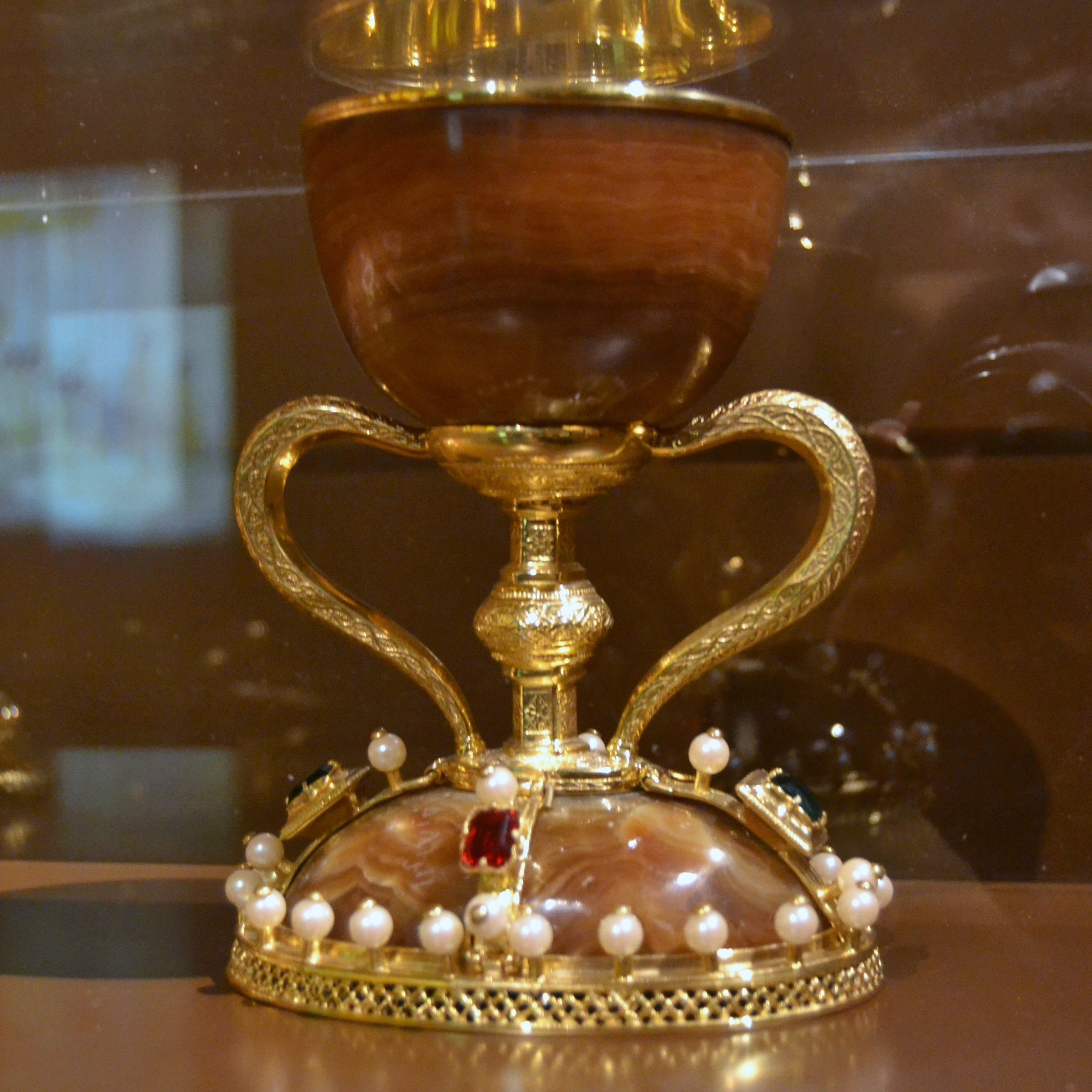
Valencijský kalich (faksimile)
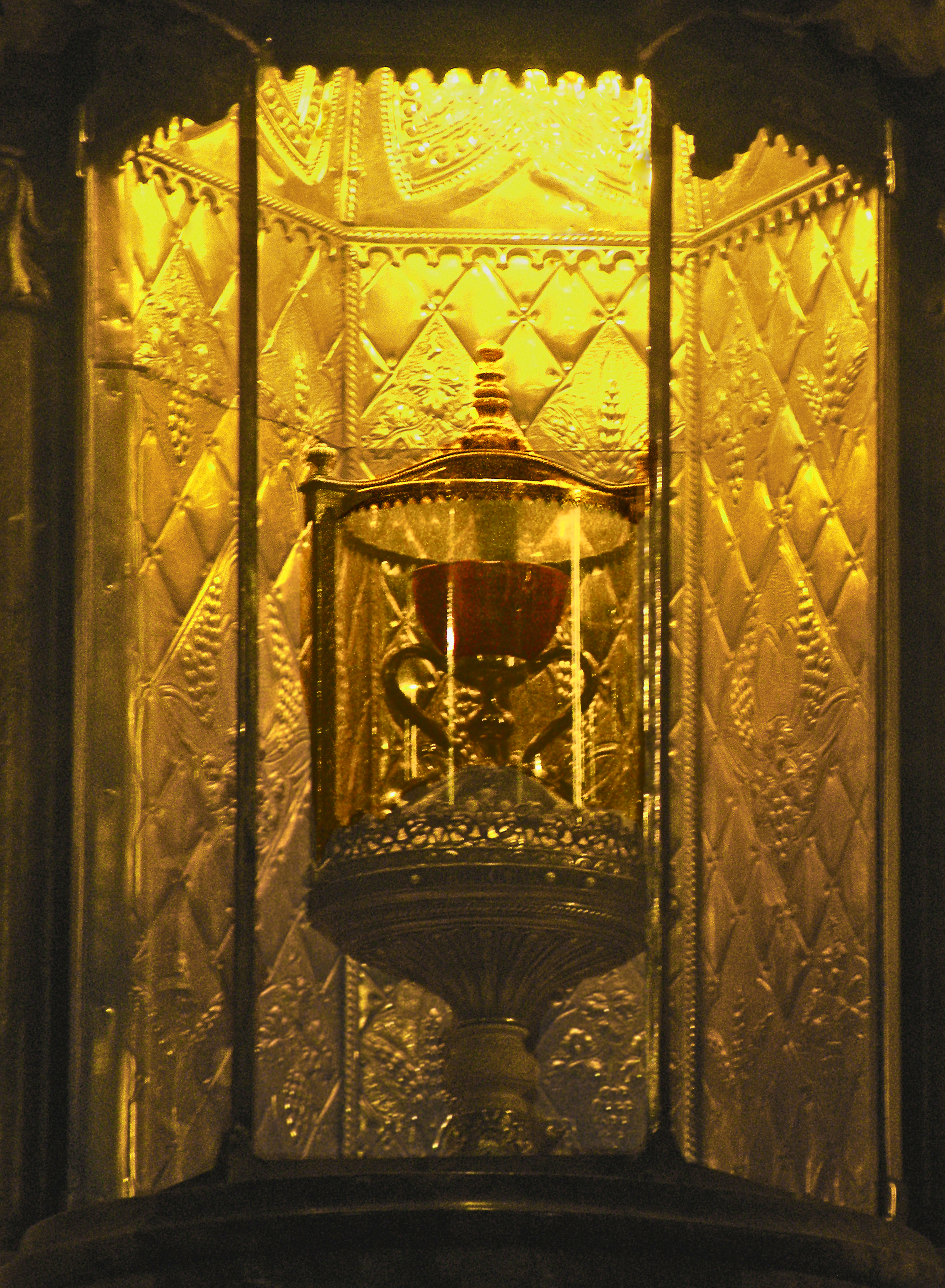
Valencijský Sánto caliz
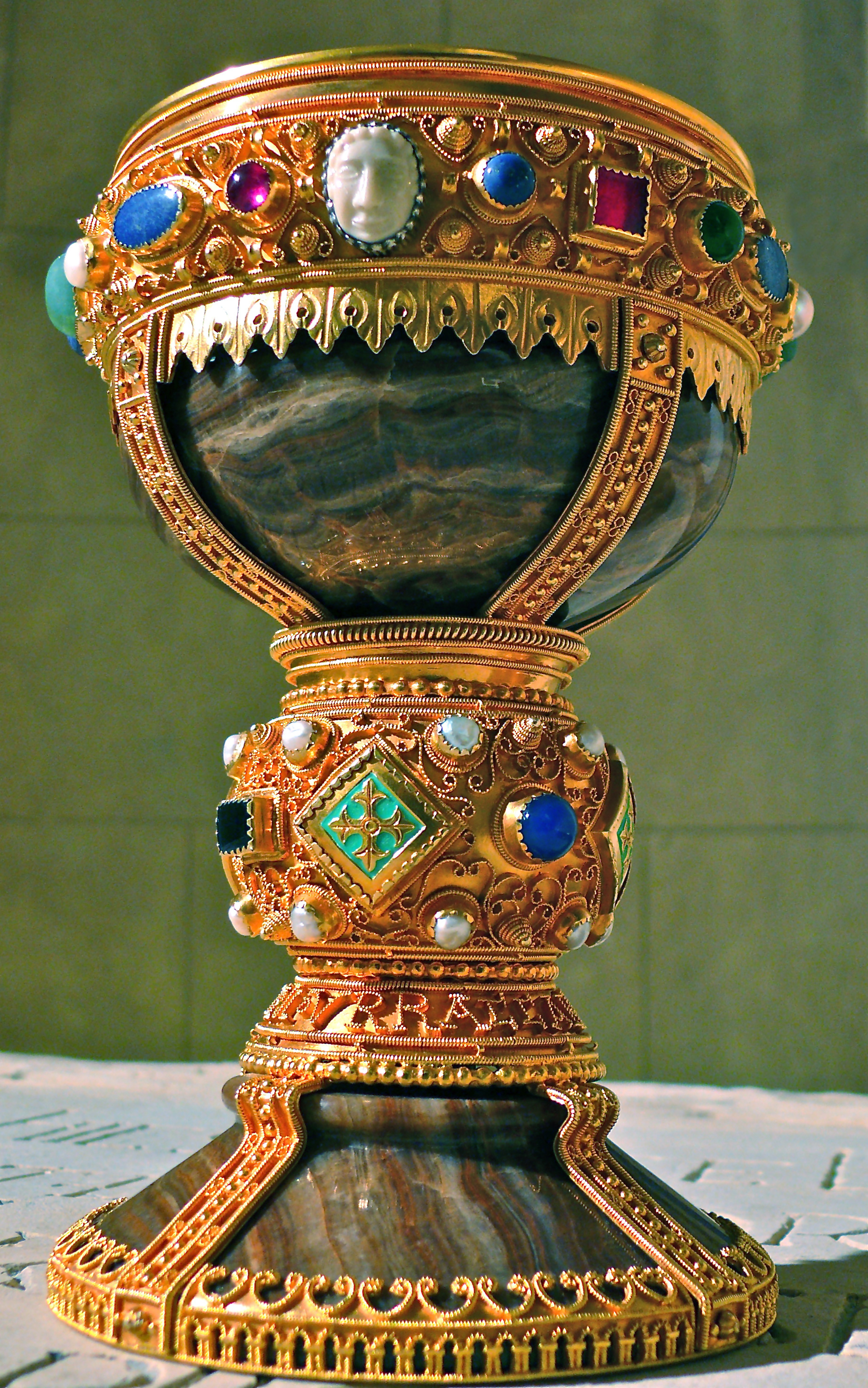
Kalich princezny Urracy
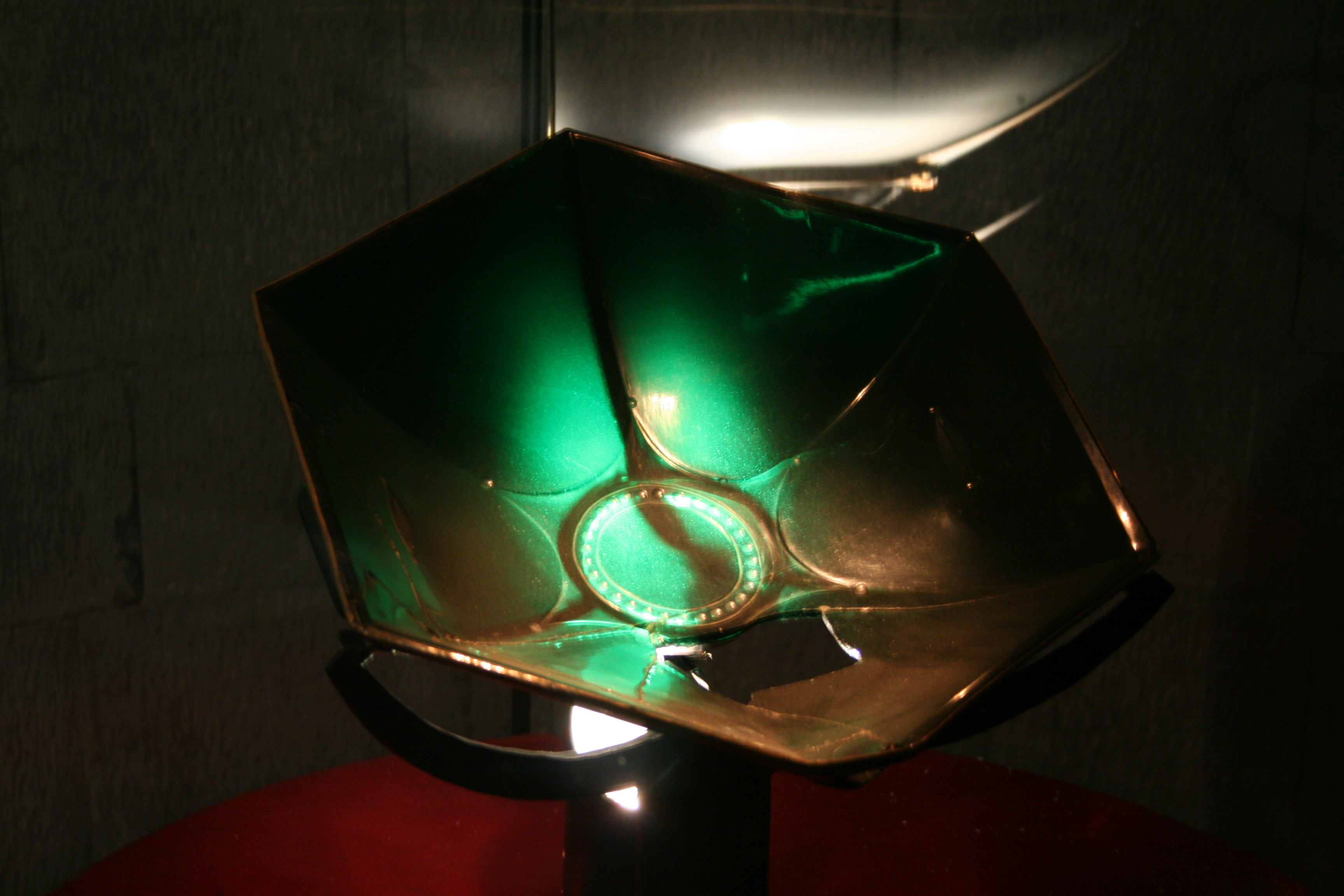
Janovská číše
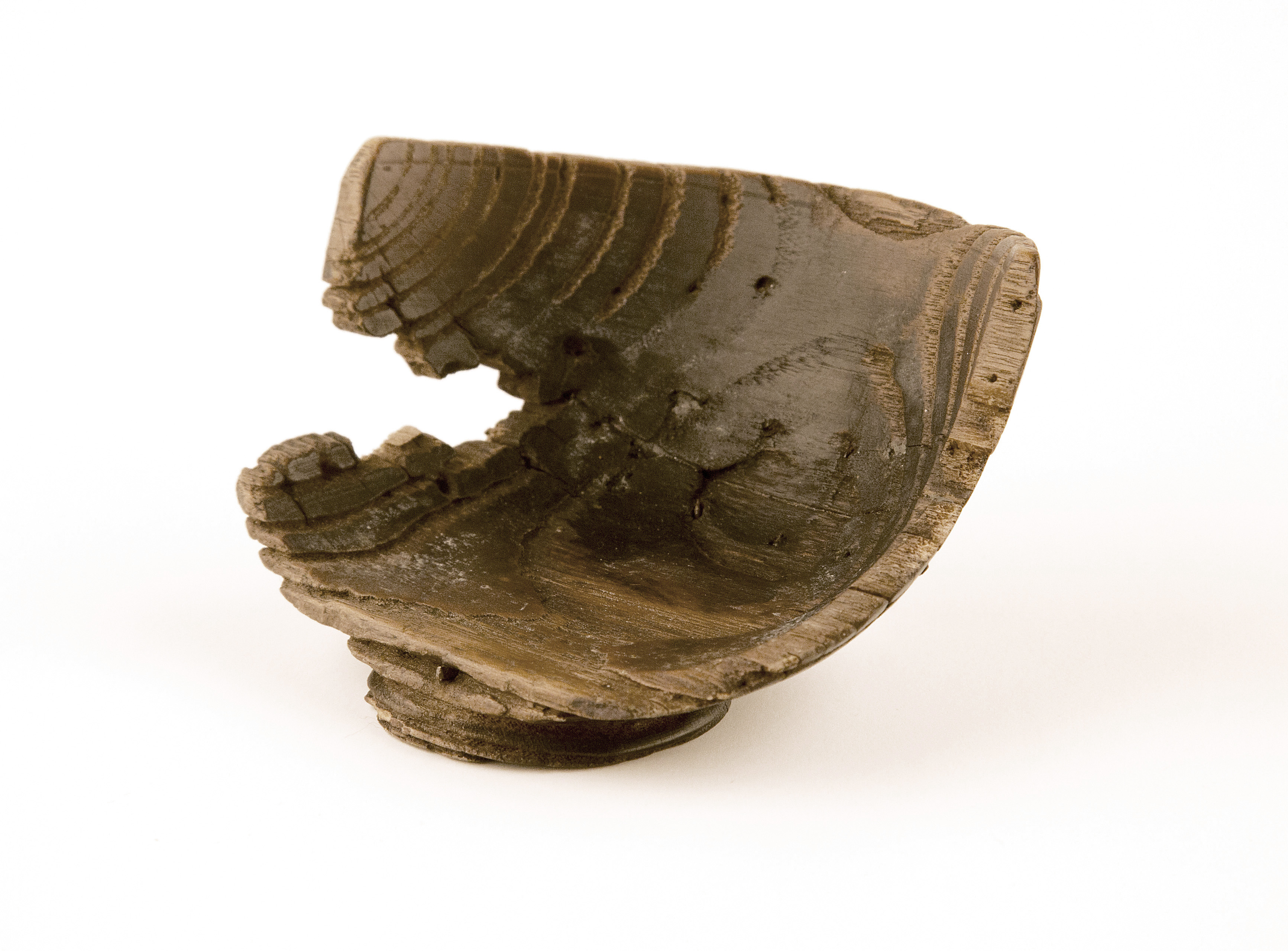
Nanteos cup, 2016

## Svatý grál
Grál je tajuplný předmět v legendách o keltském králi Arušovi. Robert de Boron tento motiv původem z keltské mytologie spojil s apokryfní legendou o Kristově kalichu Poslední večeře, do kterého při Ježíšově ukřižování Josef Arimatijský zachytil krev z Kristova boku. V nejznámější větvi legend tak má rytíři kulatého stolu hledaný svatý grál podobu kalicha a význam starobylé křesťanské relikvie. Centrum těchto legend bylo v Glastonbury, kde vrch Glastonbury Tor byl ztotožňován s ostrovem Avalon a ten pak s Boronovým vaus d'Avaron, „údolí Avaron“, kam měli kalich odnést dědici Josefa Arimatijského.
Označení „svatý grál“ v téže době jako Boron užíval ve Francii Chrétien de Troyes (1168/90), po něm minesänger Wolfram von Eschenbach ve svém Parzivalovi a se svatým kalichem Ježíše Krista se mísí i v dalších příbězích a legendách. Ve francouzských iluminovaných rukopisech svatý grál však vypadám jako ciborium.